# Брюнтінге
Брюнтінге (нід. Bruntinge) — селище в нідерландській провінції Дренте. Входить до муніципалітету Мідден-Дренте.